# بانیاک-سور-سیله
بانیاک-سور-سیله (به فرانسوی: Bagnac-sur-Célé) یک کمون (فرانسه) در فرانسه است که در canton of Figeac-Est واقع شده‌است. بانیاک-سور-سیله ۲۲٫۲۹ کیلومتر مربع مساحت دارد ۲۳۴ متر بالاتر از سطح دریا واقع شده‌است.